# Moaga (Tenkodogo)
Pour les articles homonymes, voir Moaga.
Moaga est une commune située dans le département de Tenkodogo de la province de Boulgou dans la région du Centre-Est au Burkina Faso.

## Géographie
La commune est associée à Gando. Elle est traversée par la route nationale 17.

## Population
Moaga comptait 397 habitants en 2003.

## Santé et éducation
Moaga accueille un centre de santé et de promotion sociale (CSPS).

## Personnalités liées à la commune
- Mathias Sorgho, homme politique.